# Норвегия на зимних Олимпийских играх 1952
Норвегия принимала участие в зимних Олимпийских играх 1952 года и завоевала семь золотых, три серебряных и шесть бронзовых медалей.

## Медалисты
| Медаль  | Спортсмен                                                        | Вид спорта         | Дисциплина                 |
| ------- | ---------------------------------------------------------------- | ------------------ | -------------------------- |
| Золото  | Стейн Эриксен                                                    | Горнолыжный спорт  | Мужчины, гигантский слалом |
| Золото  | Хальгейр Бренден                                                 | Лыжные гонки       | Мужчины, 18 км             |
| Золото  | Симон Слоттвик                                                   | Лыжное двоеборье   | Мужчины                    |
| Золото  | Арнфинн Бергман                                                  | Прыжки с трамплина | Мужчины                    |
| Золото  | Яльмар Андерсен                                                  | Конькобежный спорт | Мужчины, 1500 м            |
| Золото  | Яльмар Андерсен                                                  | Конькобежный спорт | Мужчины, 5.000 м           |
| Золото  | Яльмар Андерсен                                                  | Конькобежный спорт | Мужчины, 10.000 м          |
| Серебро | Стейн Эриксен                                                    | Горнолыжный спорт  | Мужчины, слалом            |
| Серебро | Турбьёрн Фалькангер                                              | Прыжки с трамплина | Мужчины                    |
| Серебро | Магнар Эстенстад Михал Киркхольт Мартин Стоккен Хальгейр Бренден | Лыжные гонки       | Мужчины, эстафета 4×10 км  |
| Бронза  | Гутторм Берге                                                    | Горнолыжный спорт  | Мужчины, слалом            |
| Бронза  | Магнар Эстенстад                                                 | Лыжные гонки       | Мужчины, 50 км             |
| Бронза  | Сверре Стенерсен                                                 | Лыжное двоеборье   | Мужчины                    |
| Бронза  | Арне Йохансен                                                    | Конькобежный спорт | Мужчины, 500 м             |
| Бронза  | Роальд Ос                                                        | Конькобежный спорт | Мужчины, 1500 м            |
| Бронза  | Сверре Ингольф Хёугли                                            | Конькобежный спорт | Мужчины, 5.000 м           |